# Calanthe floresana
Calanthe floresana är en orkidéart som beskrevs av Phillip James Cribb. Calanthe floresana ingår i släktet Calanthe och familjen orkidéer. Inga underarter finns listade i Catalogue of Life.